# 4 de 7

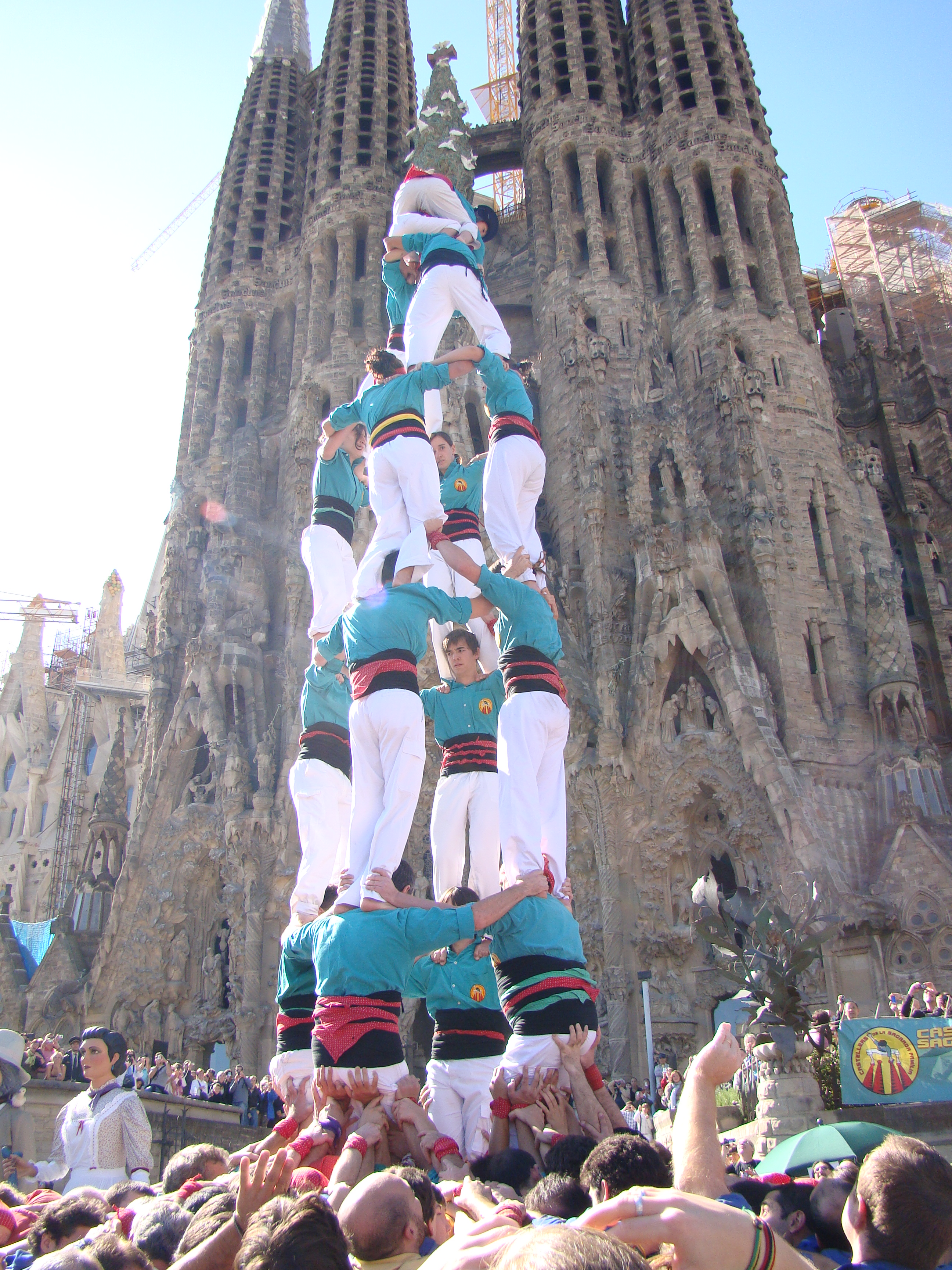
Primer 4 de 7 dels Castellers de la Sagrada Família

El 4 de 7 és un castell set pisos d'alçada i quatre castellers per pis en el seu tronc, excepte els tres pisos superiors que són formats, com en la majoria de castells, per una parella de dosos, un aixecador i un enxaneta. Sol ser el primer castell de set pisos que habitualment assoleixen les colles als seus inicis a causa de la seva estabilitat.

## Variants

### Amb l'agulla
El 4 de 7 amb l'agulla, també anomenat 4 de 7 amb el pilar al mig, és un castell de 7 pisos d'alçada i 4 castellers per pis, que en descarregar-se deixa al descobert un pilar de 5. L'estructura d'aquest castell és més oberta que la d'un 4 de 7 normal per tal que el pilar tingui espai a l'interior del castell. Una vegada l'enxaneta fa l'aleta a l'estructura del 4 i comença a baixar del castell, l'acotxador o la mateixa enxaneta indiferentment entra al pilar com a enxaneta i el corona. Com la resta de castells amb l'agulla, només es considera carregat quan el pilar complet resta sobre la pinya, és a dir, quan l'estructura del 4 s'ha desmuntat.

### Net
El 4 de 7 net és una variant del 4 de 7 normal que es fa sense el suport de la pinya. Com la resta de castells sense pinya, es tracta d'un castell que no se sol veure gaire a les places, ja que normalment les colles el fan a l'assaig com a prova prèvia de tronc i pom de dalt per fer el 4 de 8, el mateix castell amb un pis superior.

### 7 de 7
El 7 de 7 és un castell d'estructura composta de 7 pisos d'alçada i 7 persones per pis.

### 12 de 7
El 12 de 7 és un castell d'estructura composta de 7 pisos d'alçada i 12 persones per pis. La construcció parteix d'una estructura central de quatre, on s'adossa una torre (o dos) a cada rengla.

## Galeria d'imatges

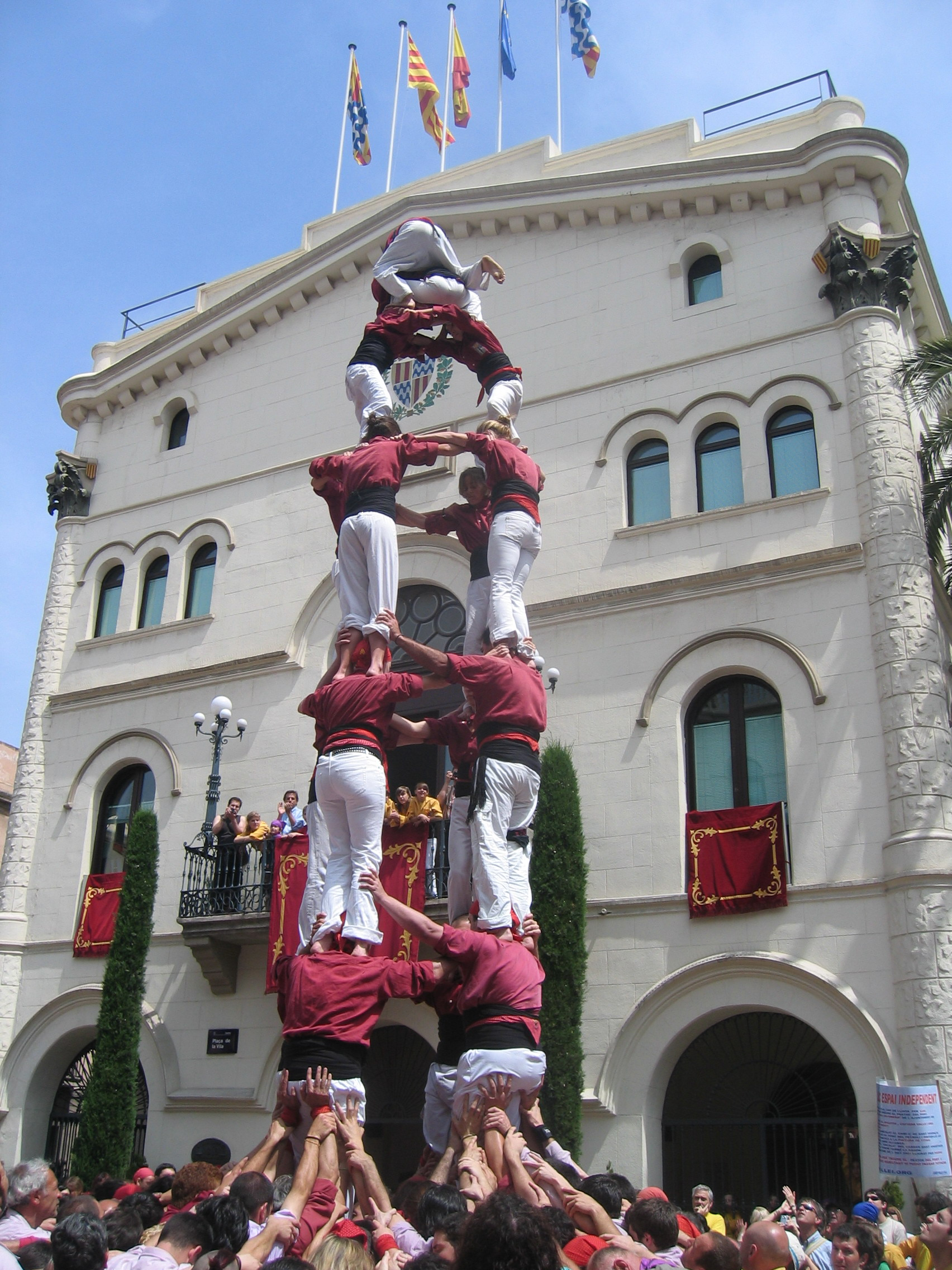
4 de 7 dels Castellers de Mallorca
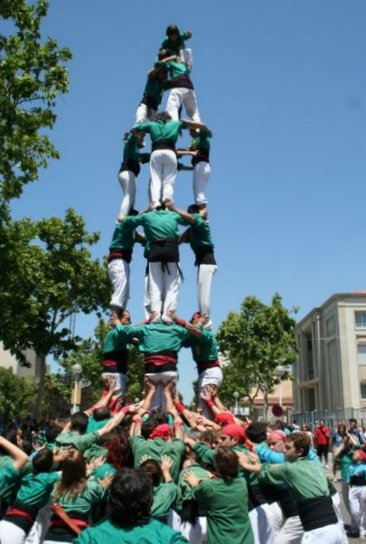
4 de 7 dels Castellers de Sabadell
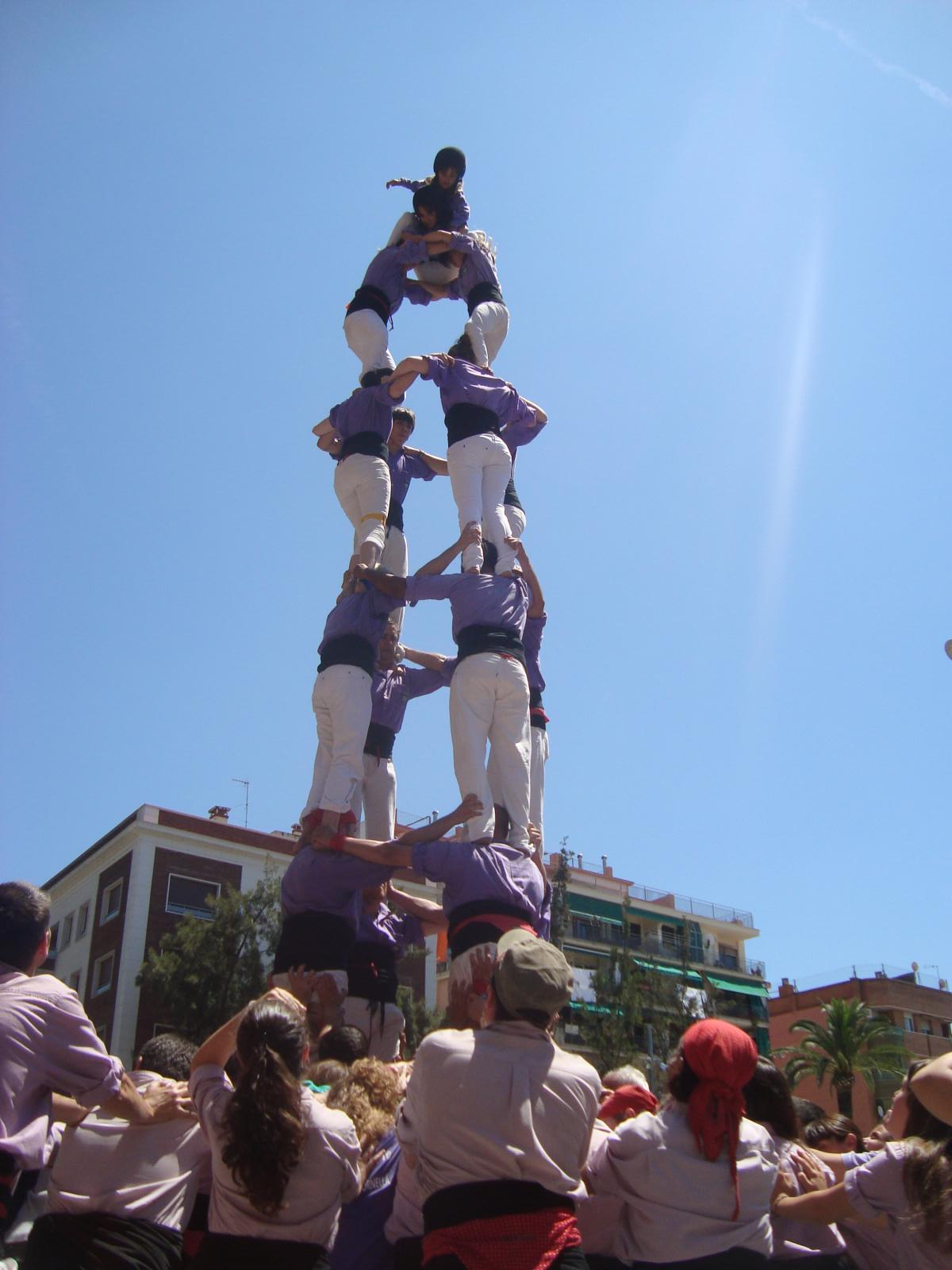
4 de 7 dels Castellers de Cornellà